# Copa Eva Duarte 1946-47
La Copa Eva Duarte 1946-47 fue la primera edición de este torneo. Enfrentó a los vencedores de los campeonatos nacionales de fútbol españoles. El Valencia CF, campeón de la Liga y el Real Madrid CF que había conquistado la Copa del Generalisimo de la temporada 1946-1947 se disputarían el título de campeón de campeones (Copa Eva Duarte). 
Este torneo fue disputado en 1948, aunque corresponde oficialmente a la temporada 1946-1947, según la Real Federación Española de Fútbol (RFEF).

## Antecedentes
Se disputó el 13 de junio de 1948, en el estadio de Chamartín de Madrid, a partido único, ya que el Comité Directivo de la Federación de Fútbol decidió organizarlo en su reunión de finales de septiembre de 1947, adoptando que: «el trofeo María Eva Duarte de Perón, instituido por el Club Atlético San Lorenzo de Almagro, que fue entregado en la Federación en junio de 1947, sirva de premio al vencedor de un partido que se celebrará anualmente entre los campeones de Liga y Copa de la temporada anterior, para disputarse el título de campeón de campeones. La posesión definitiva del trofeo se regulará por las normas similares a las de la Copa S. E. el Generalísimo». De esta forma, los campeones de Liga y Copa de la temporada anterior (1946-47) se enfrentarían por la disputa del título de supercampeón en la temporada 1947-48.
Es decir, se disputaría en junio de 1948, siendo institucionalizada la competición a finales de septiembre de 1947 por la Federación, adoptando enfrentar en la presente temporada a los campeones de Liga (Valencia C. F.) y Copa (Real Madrid C. F.).
El antecedente de esta competición fue la Copa de Oro «Argentina» de la temporada 1945-46, pero al ser organizada por la Federación Catalana de Fútbol no se considera oficial.
El Real Madrid C. F. fue campeón del trofeo, tras ganar 3 a 1 en la prórroga.

## Clubes participantes
| Valencia CF    | Campeón de la Primera División de España 1946-47   |
| Real Madrid CF | Campeón de la Copa del Generalísimo de fútbol 1947 |

## Partido
| 6 de junio de 1948 (temporada 1946-1947) | Real Madrid CF                     | 3 : 1 | Valencia CF | Estadio de Chamartín, Madrid                         |                                                      |
|                                          | Macala 50' Montalvo 93' Alonso 99' |       | Seguí 36'   | Asistencia: 15 000 espectadores Árbitro(s): Sr. Azón | Asistencia: 15 000 espectadores Árbitro(s): Sr. Azón |

|                           |
| Campeón REAL MADRID C. F. |
| Primer título             |